# Les Authieux-du-Puits
Les Authieux-du-Puits település Franciaországban, Orne megyében. Lakosainak száma 76 fő (2022. január 1.). Les Authieux-du-Puits Champ-Haut, Échauffour és Planches községekkel határos.

## Népesség
A település népességének változása:
| Lakosok száma | 66   | 66   | 69   | 73   | 76   | 79   | 82   | 83   | 76   |
|               | 2013 | 2015 | 2016 | 2017 | 2018 | 2019 | 2020 | 2021 | 2022 |